# 가메이 아쓰시
가메이 아쓰시(일본어: 亀井 淳, 1944년 5월 30일~)는 일본의 기업인으로, 도쿄도 분쿄구 출신이며, 메이컬 프렌드 대표이사 사장을 맡았다.